# 平正盛
平 正盛（たいらの まさもり、生年不詳 - 保安2年〈1121年〉?）は、平安時代後期の伊勢平氏の武将。北面武士。父は平正衡。平清盛の祖父にあたる。

## 略歴
院近臣の加賀守藤原為房の検非所や播磨守藤原顕季の厩別当を務め、白河法皇の寵妃祇園女御に奉仕し、承徳元年（1097年）には法皇の皇女媞子内親王を弔う六条院の御堂に所領の伊賀国山田・鞆田村を寄進して、以後院近臣として重用され北面武士となり隠岐守・若狭守を歴任した。
因幡守在任中の嘉承2年（1107年）12月、出雲国で反乱を起こした源義親を討つ追討使に任じられ、わずか1か月後の天仁元年（1108年）1月には義親を討ったとの報告が京に届けられている（源義親の乱）。直後の除目で「最下品（侍身分）」でありながら帰京を待たずに「第一国」の但馬守に叙任され、正盛一行は京の人々の熱狂の中、義親の首を掲げ入京した。ただし勇猛な義親をそれほど武に優れているとは認知されていなかった正盛が本当に討ったのか疑問があったことは中御門宗忠の日記『中右記』などに記されており、この事件後も義親を名乗る人物が何度も現れている。
天永元年（1110年）には丹後守となり、本拠の六波羅に私堂を建立し、その3年後には同所で白河法皇の方違御幸、祇園女御の一切経供養が行われている。法皇に対する成功にも努め、尊勝寺曼荼羅堂とその御願寺九体阿弥陀堂を建立した。また北面武士の中心として子の忠盛らと京における山門衆徒の強訴の防御や強盗の追捕にも従事している。
永久元年（1113年）に備前守となり、永久2年（1114年）には海賊を追討。元永2年（1119年）には本家に背いて預所に暴行した仁和寺領肥前国藤津庄司平直澄を院宣により追討している。その際、「西海・南海の名士」を統率し、同地に平氏勢力を浸透させた。
保安元年（1120年）には讃岐守となり、従四位下にまで至っている。

## 人物
- 平氏は正盛の子、忠盛の時代に飛躍的に勢力を拡大する。その地盤固めをしたのが正盛の時代であり、平氏興隆の基礎を築いた人物と評価される。
- 源義親追討に対する正盛の恩賞については、最初は堀河天皇の諒闇中でもあるため首の請取は後回しにして正盛本人については本人が上洛する前でも早急に恩賞を決めることとされた[1]が、実際に除目が行われると正盛が比較的豊かな但馬の国守に任じられただけではなく上洛後に審査するとされていた正盛以外の子弟郎党に対する恩賞も実施された[2]。中御門宗忠は正盛が白河法皇のお気に入りであったからではないか、と推測している[3]。
- 『平家物語』の平家滅亡時に現れる平六代は、正盛より数えて6代目であることに由来する幼名である。
- 娘の平政子は平滋子の乳母で高倉天皇の女房であり、若狭局という名前で出仕していた。後白河天皇の晩年の寵妃である高階栄子の母であるとされる。他にも正盛の娘2人が大和、肥後という名前で出仕していた。

## 官歴
※日付＝旧暦
- 承徳元年（1097年）8月25日現在、隠岐守。位階不明。
- 康和3年（1101年）9月23日現在、若狭守。
- 康和4年（1102年）7月21日、若狭守を重任。
- 嘉承2年（1107年）12月19日現在、因幡守。
- 天仁元年（1108年）1月24日、但馬守に遷任。
- 天永元年（1110年）10月12日、丹後守に遷任。
- 永久元年（1113年）4月30日、備前守に遷任。
- 永久5年（1117年）11月26日、従五位上に昇叙。備前守如元。
- 元永2年（1119年）
  - 5月6日、洛中強盗追捕の命を受ける。
  - 5月26日、正五位下に昇叙。備前守如元。
- 保安元年(1120年）
  - 1月6日、従四位下に昇叙。備前守如元。
  - 12月14日、讃岐守に遷任。（保安2年（1121年）1月26日まで在任確認可能）
- 保安2年（1121年）4月2日、卒去。（卒去年月は説の一つ）

※宮崎康充「国司補任」続群書類従完成会や中御門右大臣藤原宗忠『中右記』等参照。

## 系譜
- 父：平正衡
- 母：不詳
- 妻：不詳
  - 男子：平忠盛（1096年-1153年）
  - 男子：平貞正
  - 男子：平忠正（?-1156年）
  - 男子：平時盛 - 異説あり
  - 女子：源義忠室
  - 女子：藤原清隆室
  - 女子：源有賢室
  - 女子：平政子
  - 子女：大和
  - 子女：肥後
- 養子
  - 男子：範延

## 画像集

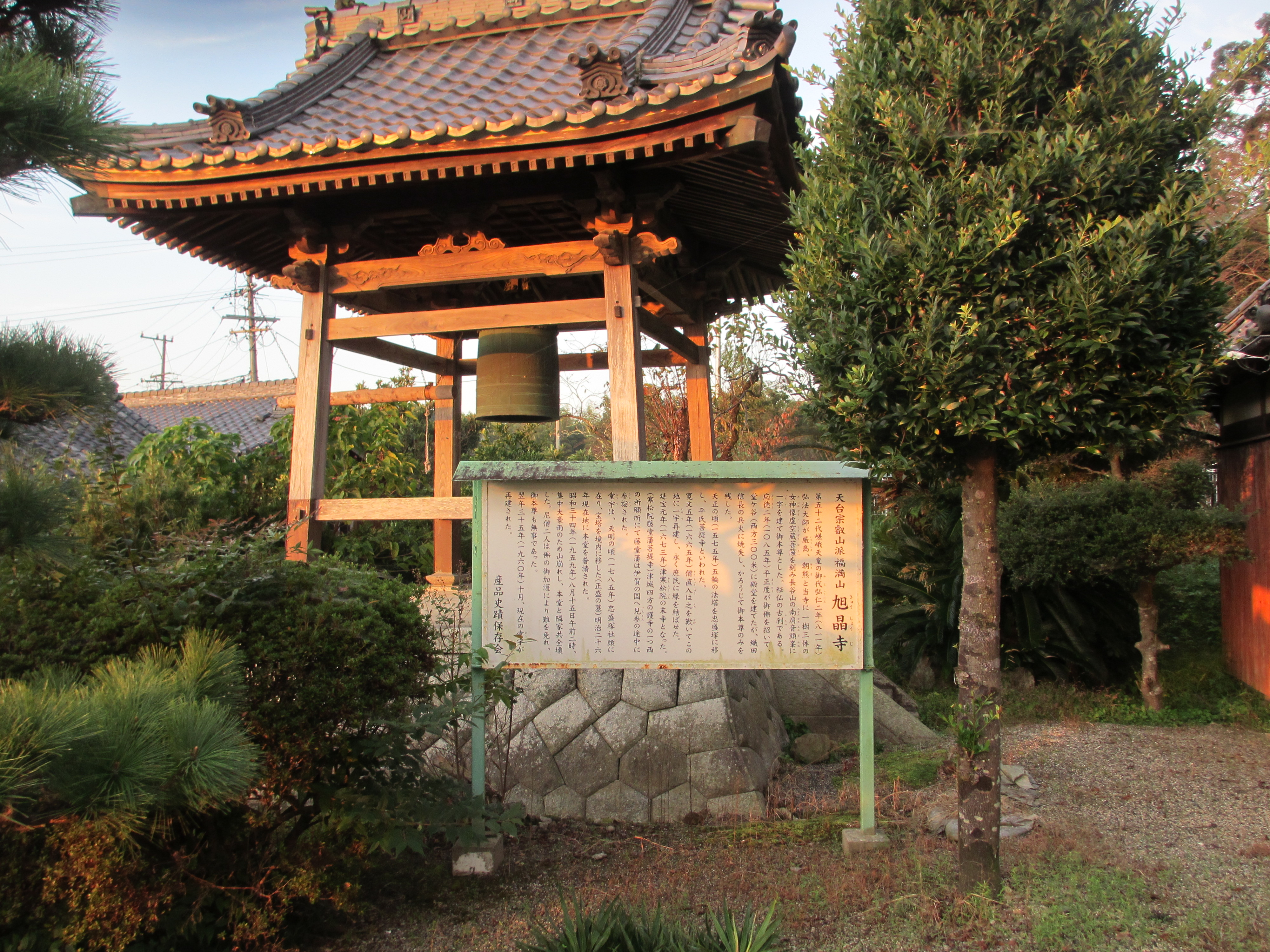
旭晶寺（津市）鐘楼（三重県津市産品388最寄近鉄線津新町駅、忠盛塚から農道）
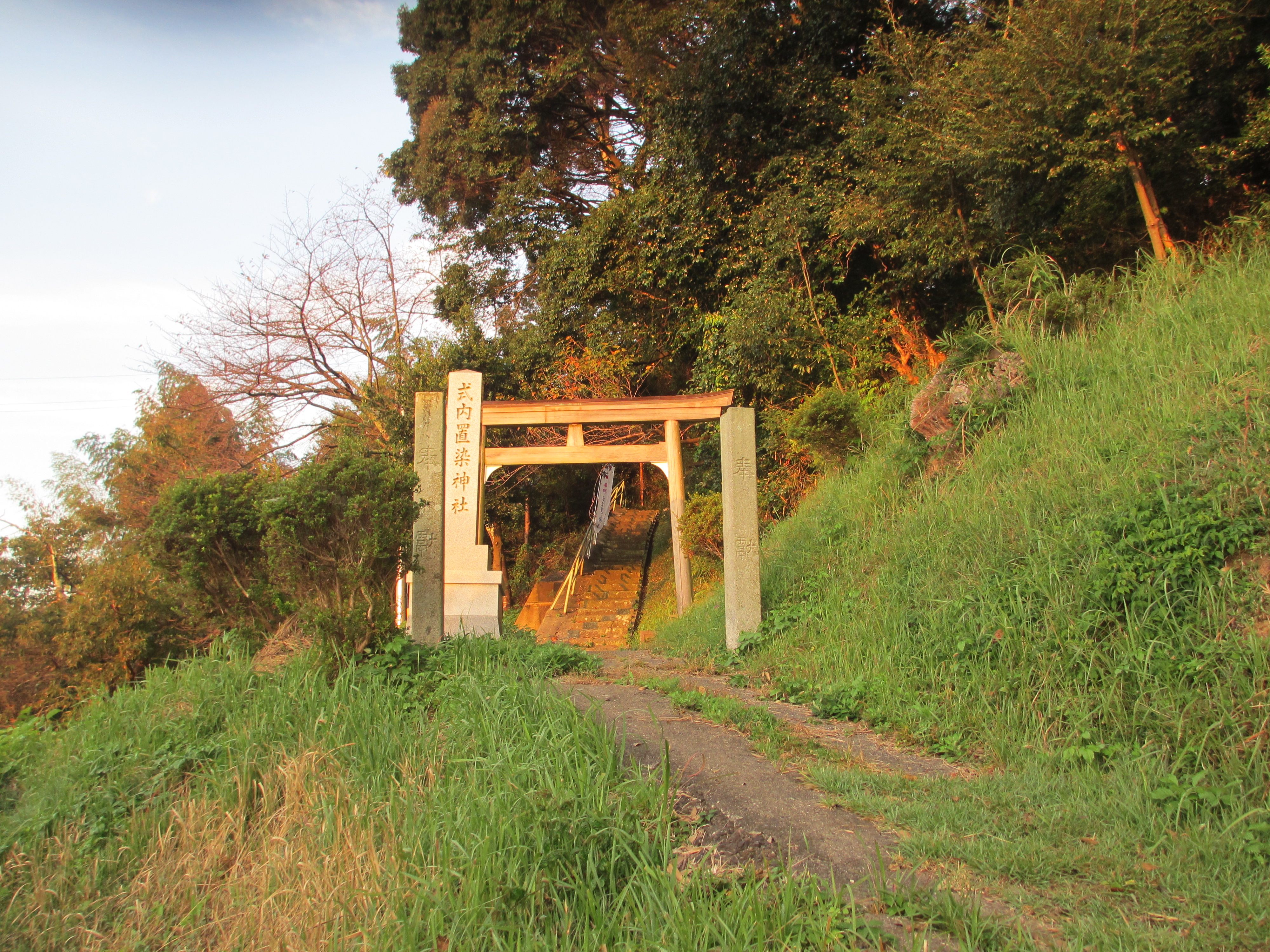
式内置染神社鳥居（旭晶寺から登り、更に拝殿本殿へ登る）
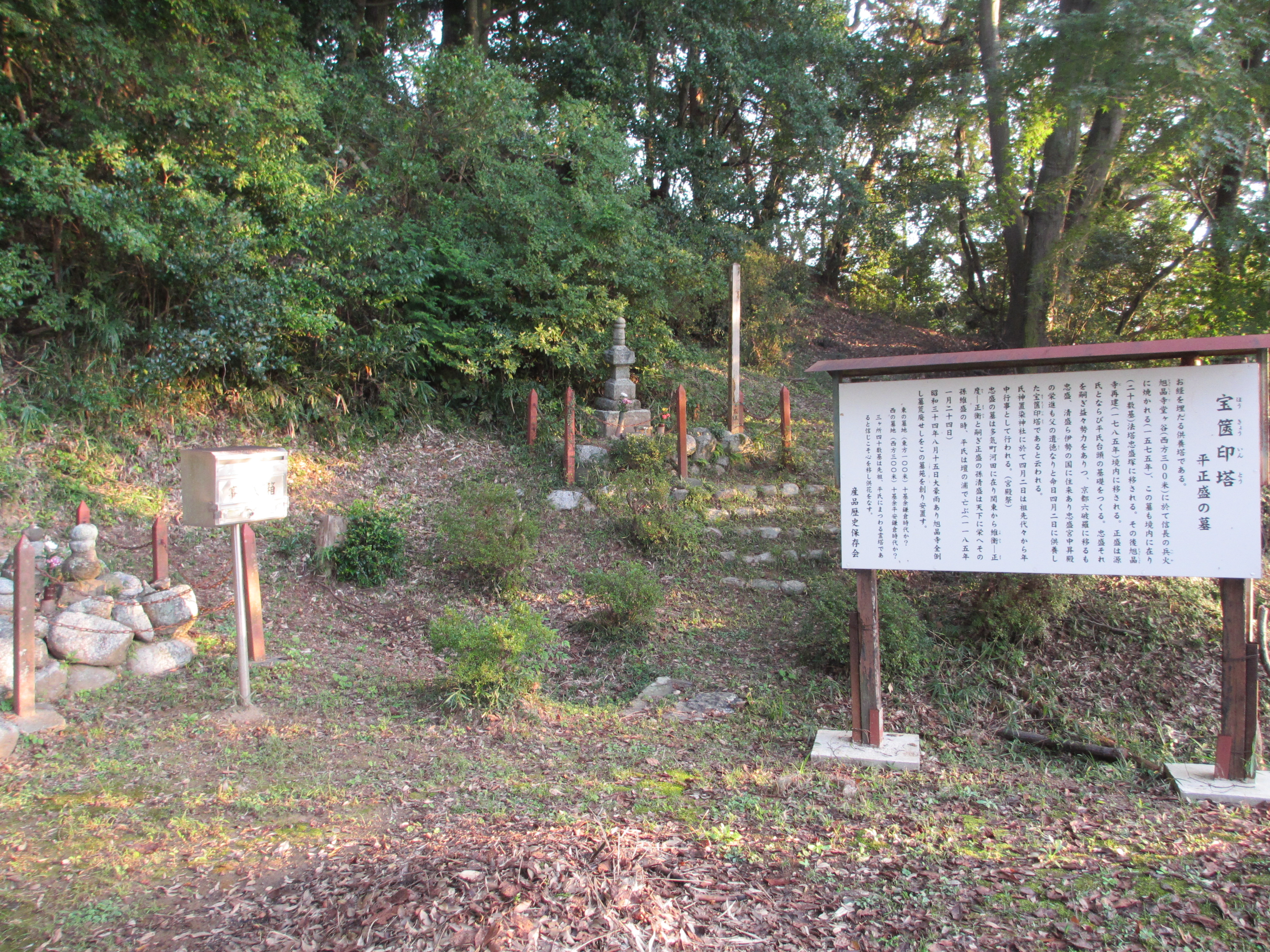
宝篋印塔 平正盛の墓（三重県津市産品484置染神社裏山）

## 関連作品
テレビドラマ
- 平清盛 - 2012年、演：中村敦夫